# 知立神社

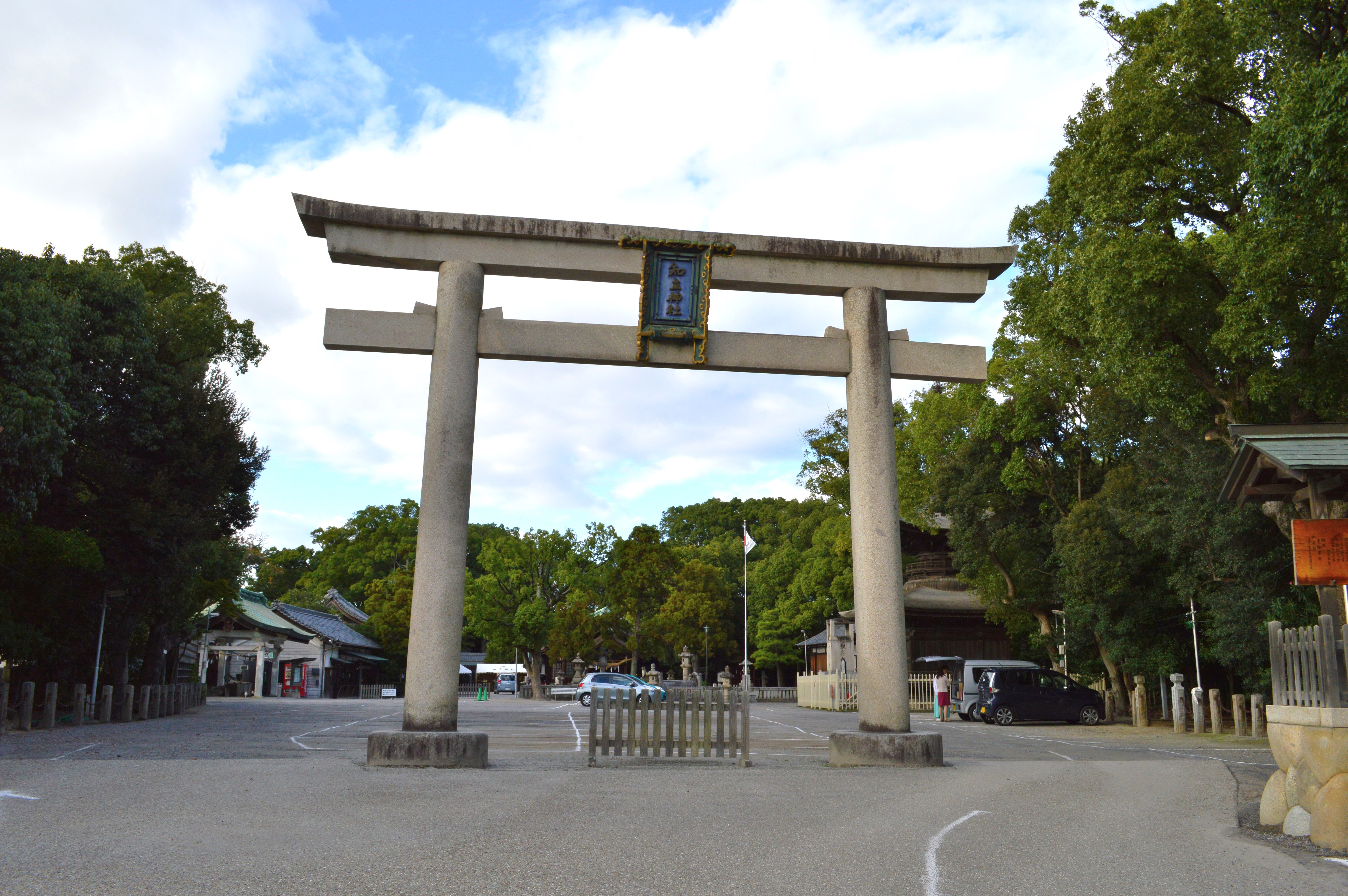
鳥居

知立神社（ちりゅうじんじゃ/ちりふじんじゃ）は、愛知県知立市西町にある神社。式内社、三河国二宮で、旧社格は県社。
旧称は「池鯉鮒大明神」。江戸時代には「東海道三社」の1つに数えられた。

## 祭神
祭神略系図
| 彦火火出見尊 | 彦火火出見尊 | 彦火火出見尊 | 彦火火出見尊 | 彦火火出見尊 | 彦火火出見尊 |                |                | 豊玉姫命 （摂社親母神社）       | 豊玉姫命 （摂社親母神社） | 豊玉姫命 （摂社親母神社） | 豊玉姫命 （摂社親母神社） | 豊玉姫命 （摂社親母神社） | 豊玉姫命 （摂社親母神社） |            |            |            |            |            |            |
| 彦火火出見尊 | 彦火火出見尊 | 彦火火出見尊 | 彦火火出見尊 | 彦火火出見尊 | 彦火火出見尊 |                |                | 豊玉姫命 （摂社親母神社）       | 豊玉姫命 （摂社親母神社） | 豊玉姫命 （摂社親母神社） | 豊玉姫命 （摂社親母神社） | 豊玉姫命 （摂社親母神社） | 豊玉姫命 （摂社親母神社） |            |            |            |            |            |            |
|              |              |              |              |              |              |                |                |                                 |                           |                           |                           |                           |                           |            |            |            |            |            |            |
|              |              |              |              |              |              | 鸕鶿草葺不合尊 | 鸕鶿草葺不合尊 | 鸕鶿草葺不合尊                  | 鸕鶿草葺不合尊            | 鸕鶿草葺不合尊            | 鸕鶿草葺不合尊            |                           |                           | 玉依比売命 | 玉依比売命 | 玉依比売命 | 玉依比売命 | 玉依比売命 | 玉依比売命 |
|              |              |              |              |              |              | 鸕鶿草葺不合尊 | 鸕鶿草葺不合尊 | 鸕鶿草葺不合尊                  | 鸕鶿草葺不合尊            | 鸕鶿草葺不合尊            | 鸕鶿草葺不合尊            |                           |                           | 玉依比売命 | 玉依比売命 | 玉依比売命 | 玉依比売命 | 玉依比売命 | 玉依比売命 |
|              |              |              |              |              |              |                |                |                                 |                           |                           |                           |                           |                           |            |            |            |            |            |            |
|              |              |              |              |              |              |                |                | 神日本磐余彦尊 （初代神武天皇） |                           |                           |                           |                           |                           |            |            |            |            |            |            |

祭神は次の6柱。主祭神4柱に相殿神2柱を併祀する。
主祭神
- 鸕鶿草葺不合尊 （うがやふきあえずのみこと） - 主神。
- 彦火火出見尊 （ひこほほでみのみこと） - 鸕鶿草葺不合尊の父。
- 玉依比売命 （たまよりびめのみこと） - 鸕鶿草葺不合尊の妻。
- 神日本磐余彦尊 （かむやまといわれびこのみこと：初代神武天皇） - 鸕鶿草葺不合尊の子。

相殿神
- 青海首命 （あおみのおびとのみこと） - 碧海地方の開拓にあたったと伝える人物。
- 聖徳太子

祭神について文献では、日本武尊従者の大伴武日や吉備武彦とする説や、「チリュウ」の音から木花知流比売（このはなちるひめ）とする説が挙げられている。また聖徳太子の併祀は、江戸時代中期の史料まで遡って見られる。

## 歴史

### 創建
社伝では、第12代景行天皇の時に東国平定に赴いた日本武尊が当地で戦勝を祈願し、平定後の帰途に感謝して建国祖神の上記4柱を祀ったのが創建という。一方、第14代仲哀天皇元年の創建とする説もある。
江戸時代まで当社を氏神として祀っていた永見氏一族の『永見氏家譜』によれば、その出自について饒速日尊後裔で知波屋見命（知波夜命：初代三河国造）十五世孫の三河連貞連が、白鳳2年に天武天皇の勅命により知立神主になったとしている。
なお、当初の鎮座地は東へ約1キロメートルの山町の高地であったといわれる。一時上重原を経て、現在地に移ったのは天正元年（1573年）になるという。

### 概史
| 年     | 砥鹿神             | 知立神             | 狭投神 （猿投神）  |
| ------ | ------------------ | ------------------ | ------------------ |
| 850年  | 従五位下           | --                 | --                 |
| 851年  | 従五位上           | 従五位上           | 従五位下           |
| 864年  | 従五位上 →正五位下 | 従五位上 →正五位下 | 従五位下 →従五位上 |
| 870年  | 正五位下 →正五位上 | 正五位下 →正五位上 | 従五位上 →正五位下 |
| 876年  | 従四位下 →従四位上 | 従四位下 →従四位上 | 従五位上 →正五位下 |
| 877年  | --                 | --                 | 正五位上 →従四位下 |
| 一宮制 | 一宮               | 二宮               | 三宮               |

国史では、「知立神（智立神）」の神階が仁寿元年（851年）に従五位上、貞観6年（864年）に正五位下、貞観12年（870年）に正五位上、貞観18年（876年）に従四位上に昇叙されたと見える。いずれの記事でも砥鹿神（愛知県豊川市の砥鹿神社：三河国一宮）と併記され、六国史終了時点の神階は三河国内では砥鹿神とともに最高位になる。
延長5年（927年）成立の『延喜式』神名帳では参河国碧海郡に「知立神社」と記載され、式内社に列している。なお、『和名抄』では三河国碧海郡に「智立郷」と見えるが、これは当地付近に比定される。
また、『参河国名所図絵』知立神社の項に「さなげ社伝に云、一宮とか神社（砥鹿神社）、二宮知立神社、三宮さなげ神社（猿投神社）」と見えることから、知立神社は三河国の二宮の位置づけにあったと見られている。ただし、知立神社を三河国二宮と記載する中世史料はなく、上記図絵の出典も明らかでない。その後、正安3年（1301年）筆の社蔵扁額「正弌位智鯉鮒大明神」や『三河国内神名帳』（慶安2年（1649年）書写本）によると正一位の極位に達したとされる。
中世には水野氏の崇敬を受け、文明3年（1471年）3月に水野直守が社殿を修造し、大永6年（1526年）には水野忠政も修理を行なったが、天文16年（1547年）の兵火で焼失し、重原に遷座した。元亀2年（1571年）にはさらに現在地に遷座し、水野信光から社殿修造と社領10石の寄進があったという。
江戸時代に入り、寛文年間（1661年-1672年）には松平忠房から社領として10石が追加寄進された。江戸時代には主に「池鯉鮒大明神」として知られ、「東海道三社」の1つにも挙げられ、近隣20数か村の産土神として、また蝮除け・長虫除け・雨乞・安産の神として信仰された。特に神札を身につければ蝮蛇に咬まれないとされ、北関東から山陰地方に至る各地に分社が建てられた。『東海道名所図会』では、知立神社について祭神・多宝塔・古額・末社・神籬門・石橋・的場・除蝮蛇神札・御手洗池などが記述されている。
明治維新後、明治5年（1872年）9月に近代社格制度において県社に列した。

### 神階
- 六国史時代における神階奉叙の記録
  - 仁寿元年（851年）10月7日、従五位上 （『日本文徳天皇実録』） - 表記は「知立神」。
  - 貞観6年（864年）2月19日、従五位上から正五位下 （『日本三代実録』） - 表記は「知立神」。
  - 貞観12年（870年）8月28日、正五位下から正五位上 （『日本三代実録』） - 表記は「智立神」。
  - 貞観18年（876年）6月8日、従四位下から従四位上 （『日本三代実録』） - 表記は「知立神」。
- 六国史以後
  - 正一位 （正安3年（1301年）筆の社蔵扁額） - 表記は「智鯉鮒大明神」。
  - 正一位 （『三河国内神名帳』慶安2年（1649年）書写本）[2] - 表記は「鯉鮒大明神」。

社伝では、弘長元年（1261年）2月20日に正一位へ昇叙されたとする[2]。

## 境内

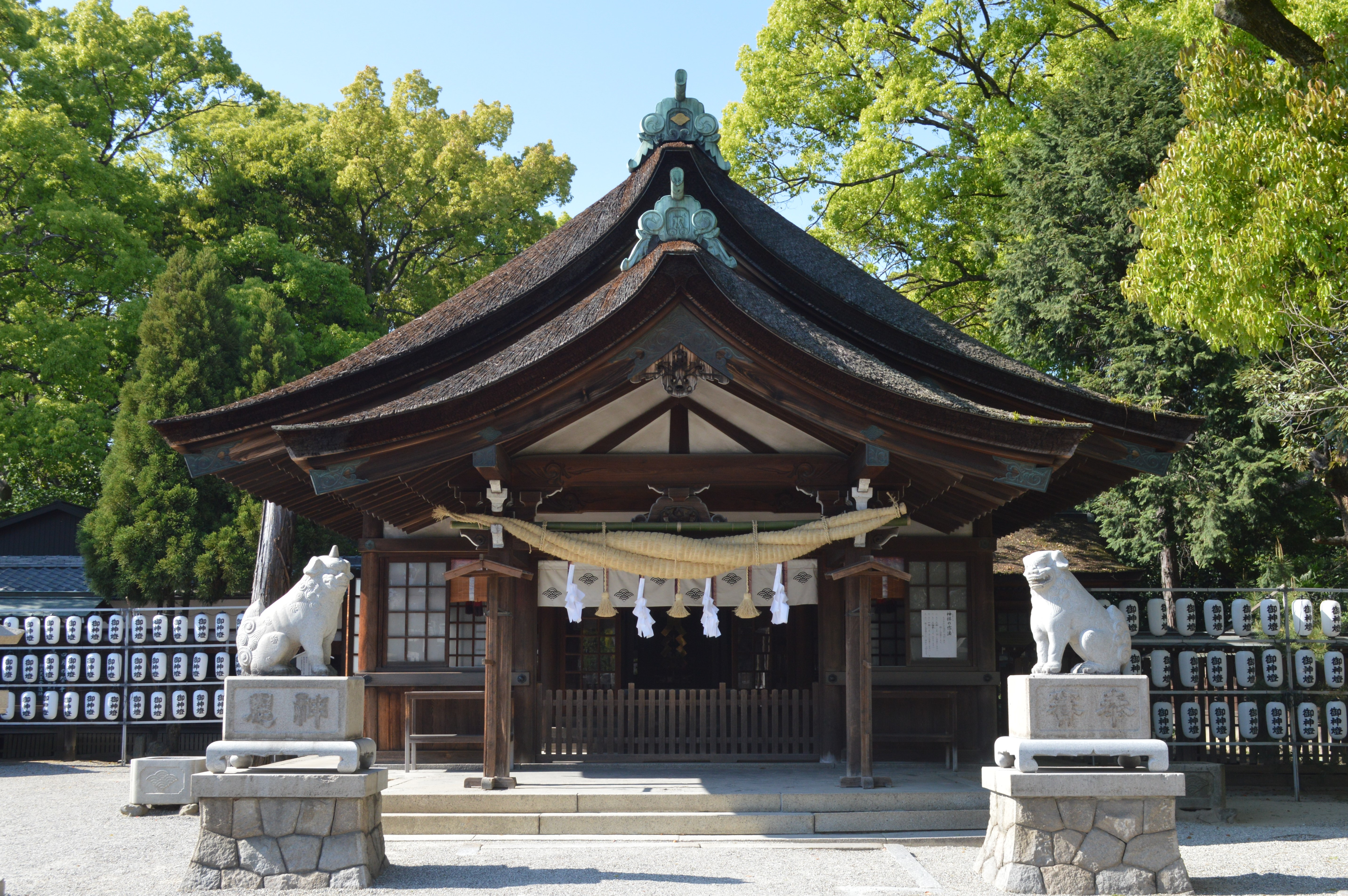
拝殿（国の登録有形文化財）

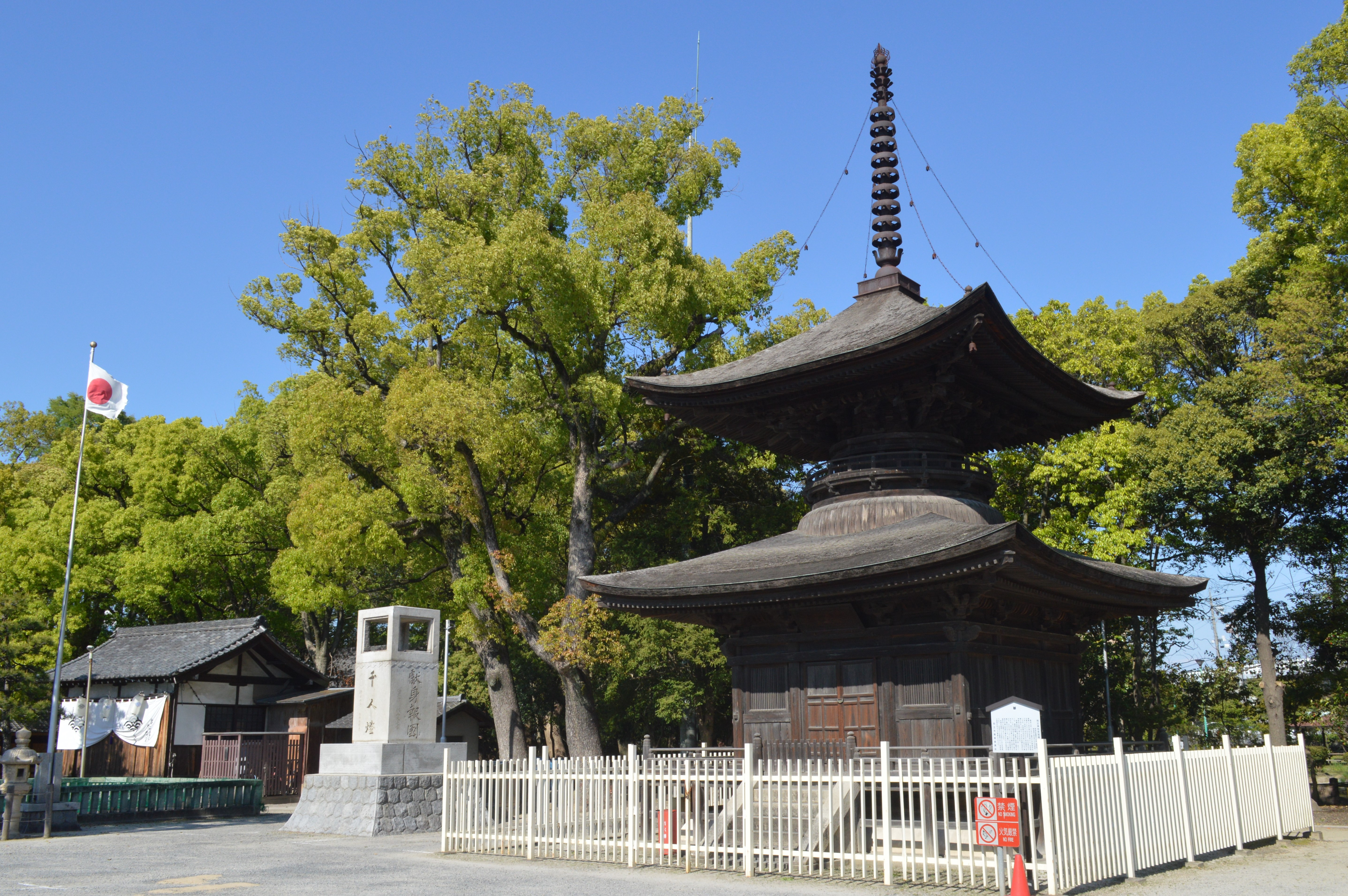
多宝塔（国の重要文化財）

現在の主要社殿は、江戸時代後期から昭和にかけての造営になる。社殿配置は「尾張造」と呼ばれるもので、本殿・幣殿・祭文殿・回廊・拝殿を縦長に接続する。この尾張造は、尾張地方には多いが三河地方では珍しく、知立神社社殿はその三河への伝播を表す遺構になる。これらの社殿は国の登録有形文化財に登録されている。各社殿の詳細は次の通り。
本殿
江戸時代の天保2年（1831年）の造営。三間社流造で、屋根は檜皮葺。
幣殿
本殿前に接続する。大正期（1912年-1926年）の造営。桁行五間・梁間三間、切妻造妻入で、屋根は檜皮葺。
祭文殿・回廊
幣殿前に接続して祭文殿が立ち、その左右に回廊が伸びる。明治20年（1887年）の造営で、大正期と昭和29年（1954年）に改修されている。祭文殿は四脚門形式で切妻造。祭文殿・回廊とも屋根は檜皮葺。
拝殿
主要社殿群の正面に立ち、祭文殿に接続する。桁行六間・梁間三間、切妻造妻入で、屋根は檜皮葺。前二間は土間で、奥は板敷になる。前面には、間口一間で切妻造の向拝が付属する。
また、拝殿前の神池にかかる石橋は、江戸時代の享保17年（1732年）の造営である。花崗岩製の太鼓橋で、規模は全長6.6メートル、幅2.4メートル。弧状の石桁の上に、厚さ12センチメートルの石板19枚を並べて橋と成している。『東海道名所図会』にも記載が見える。この石橋は知立市指定文化財に指定されている。
境内入り口付近に立つ多宝塔は、室町時代後期の永正6年（1509年）の再建とされる。三間四方の2層の塔で、塔高は約14.5メートル、屋根は柿葺、四隅には宝珠を置く。社伝では嘉祥3年（850年）に円仁が神宮寺を建立した際に2層の塔を建立したというが、現在の遺構はその後の再建になる。明治元年（1868年）の廃仏毀釈の際には、本尊（愛染明王）・仏壇を塔内から除いて文庫に改めたため、難を逃れている。その後、大正9年（1920年）の解体修理で復元された。なお、塔内にあった本尊は現在総持寺にある。この多宝塔は、神宮寺の遺構を伝える全国でも珍しい例とされ、国の重要文化財に指定されている。
そのほか境内には、明治期の建築で昭和43年（1968年）に地元旧家から移築された茶室「池鯉鮒庵」（国の登録有形文化財）や、明治19年建築の洋風建築「養正館」、高さ6メートルのトネリコ（知立市指定天然記念物）がある。

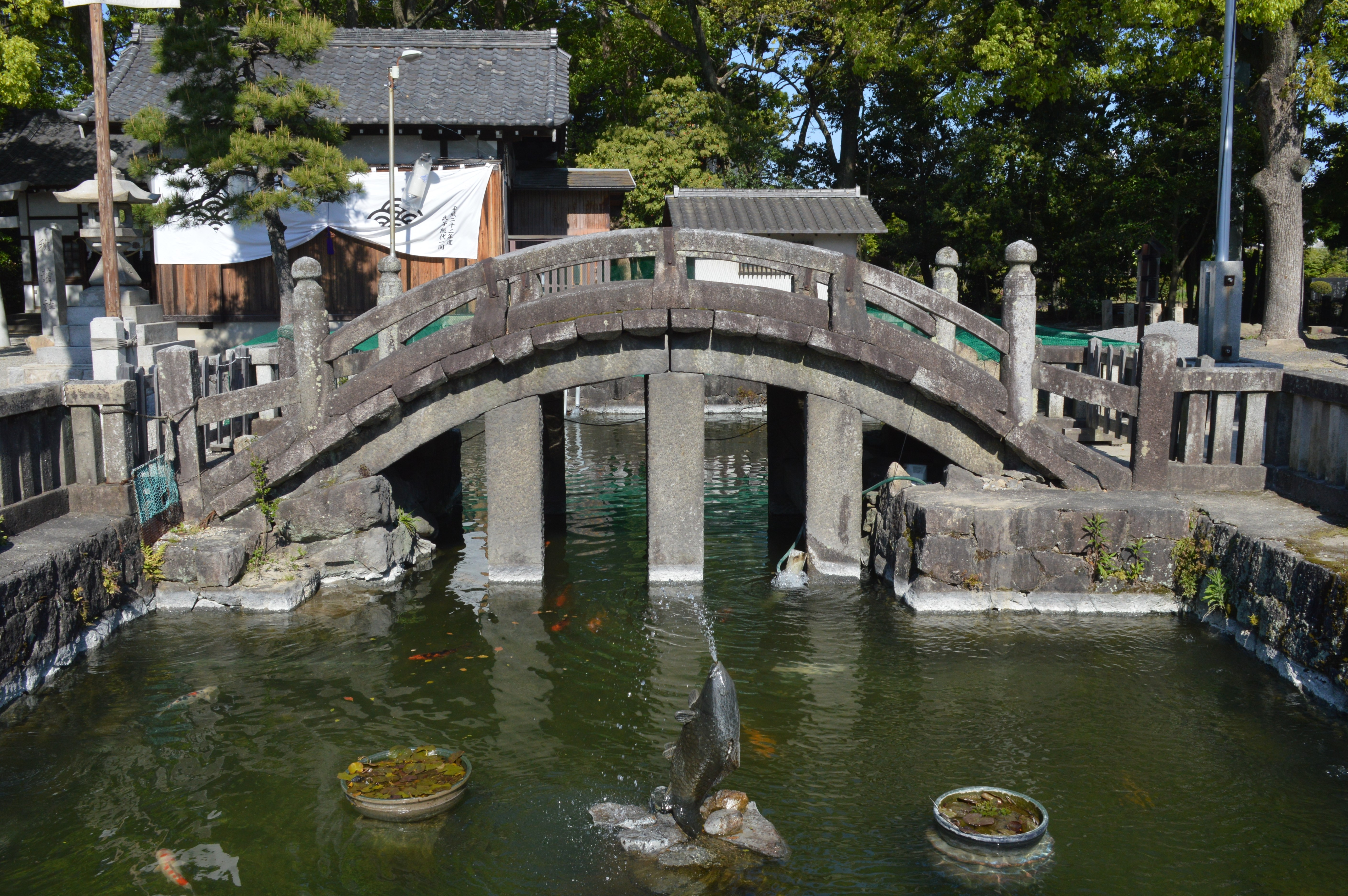
石橋（知立市指定文化財）
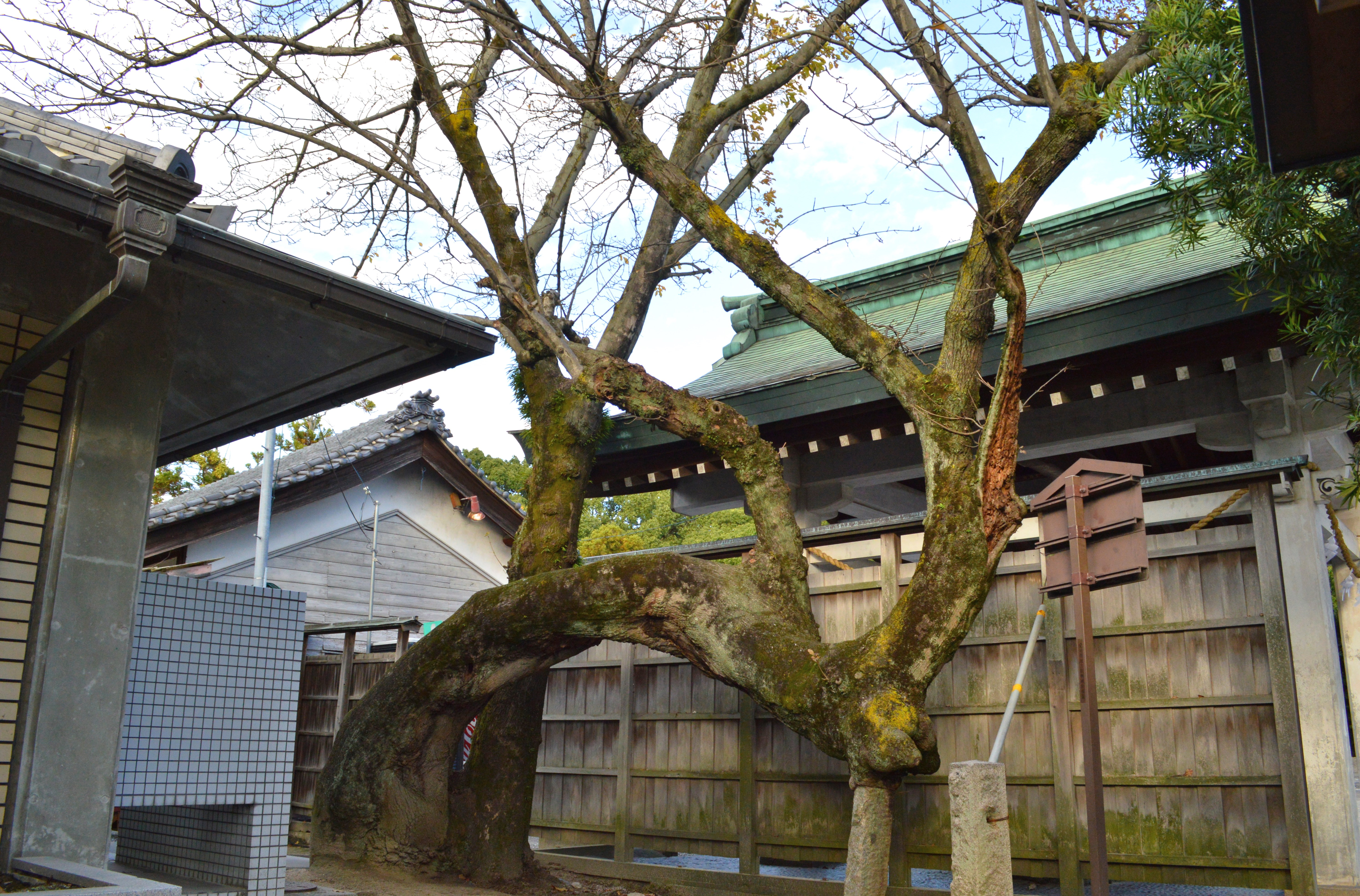
トネリコ（知立市指定天然記念物）

## 摂末社

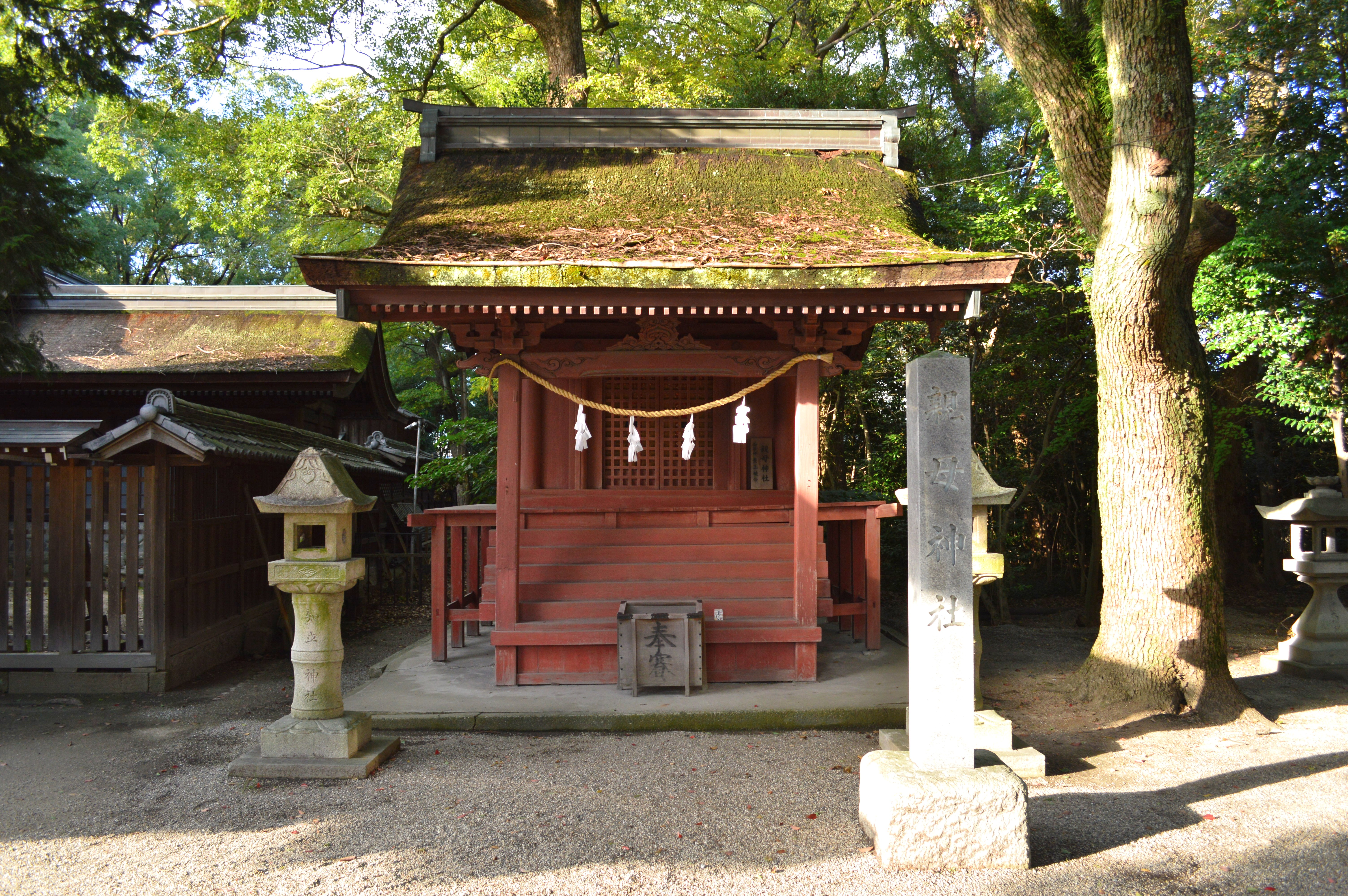
登録有形文化財の親母神社

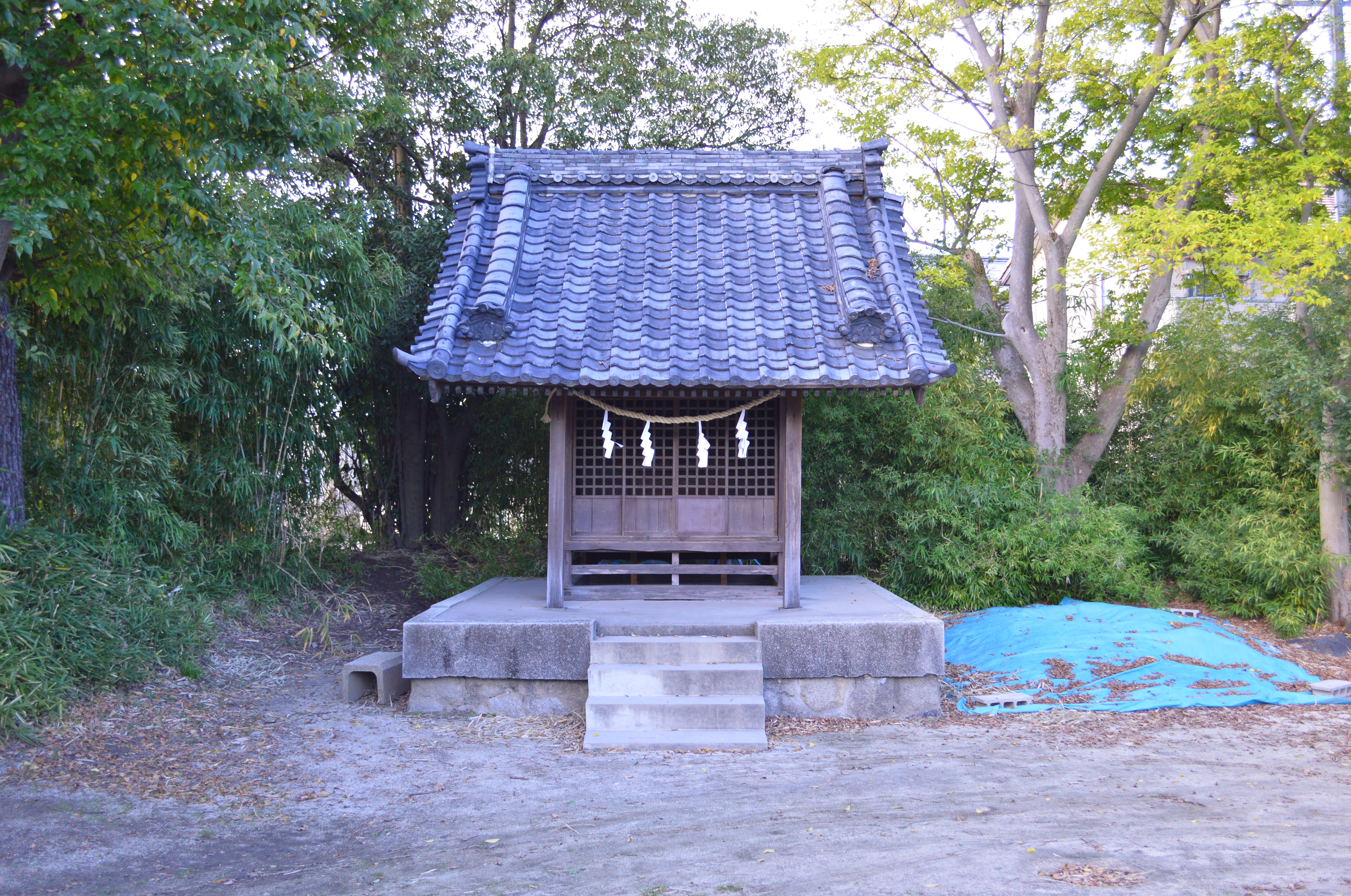
土御前社

摂社
- 親母神社 （うばがみしゃ）
  - 祭神：豊玉姫命

祭神は鸕鶿草葺不合尊（本殿主神）の母。社殿は一間社流造で朱塗で彩られ、屋根は檜皮葺である。明治期の造営で、摂社としては規模の大きいものになる。この社殿は国の登録有形文化財に登録されている[13]。
- 土御前社 （つちのごぜんしゃ）
  - 祭神：吉備武彦命

祭神は知立神社創建に奉行として携わったとする。

末社
- 合祀殿 - 祭神：天照皇大神など。明治6年（1873年）の神社合祀令に伴い、知立神社境内外の小祠を合祀[1]。
- 小山天神社 - 祭神：少彦名命。
- 秋葉社 - 祭神：火之夜芸速男神。昭和36年（1961年）に知立神社境内に遷座[2]。

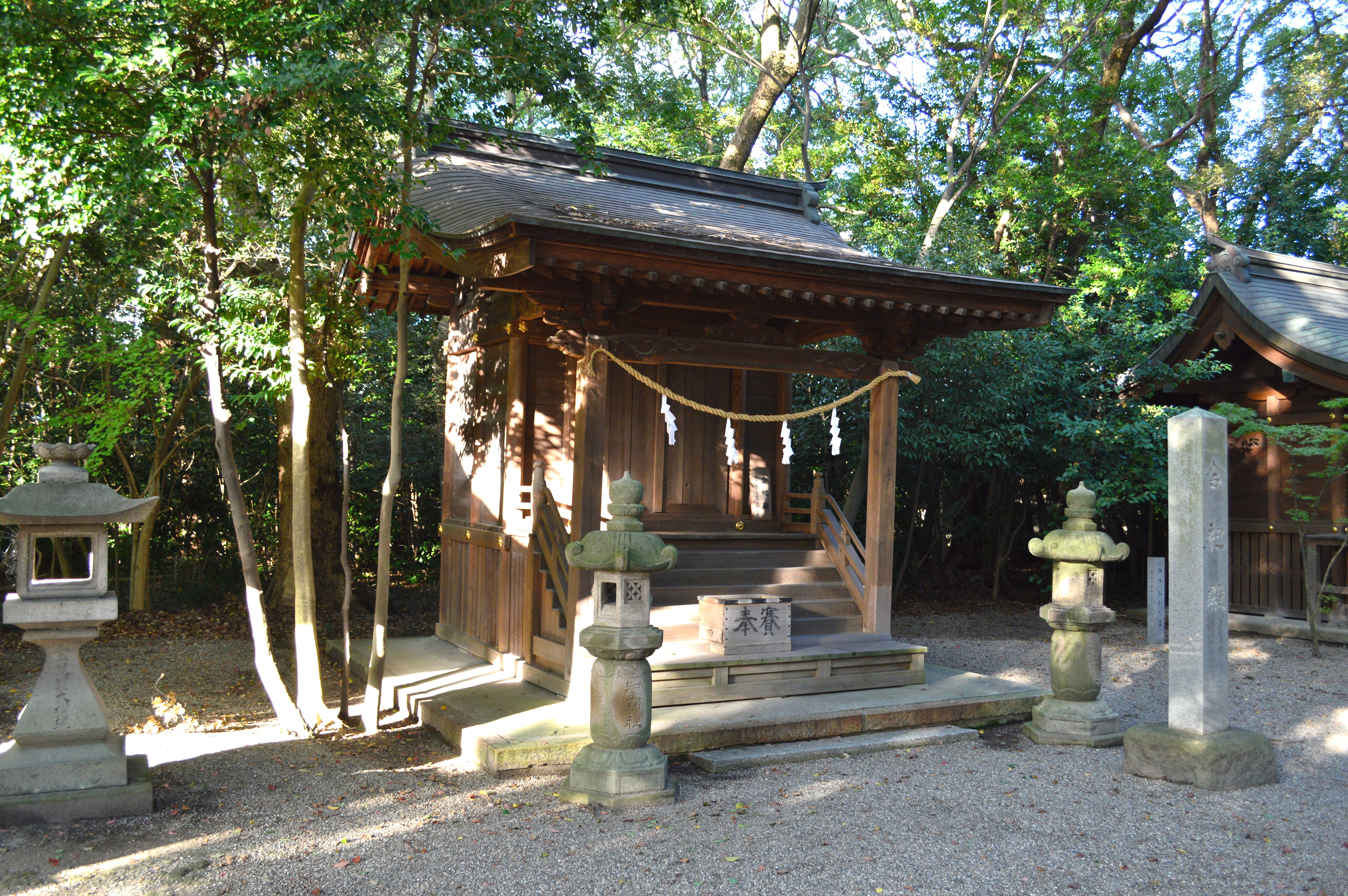
合祀殿
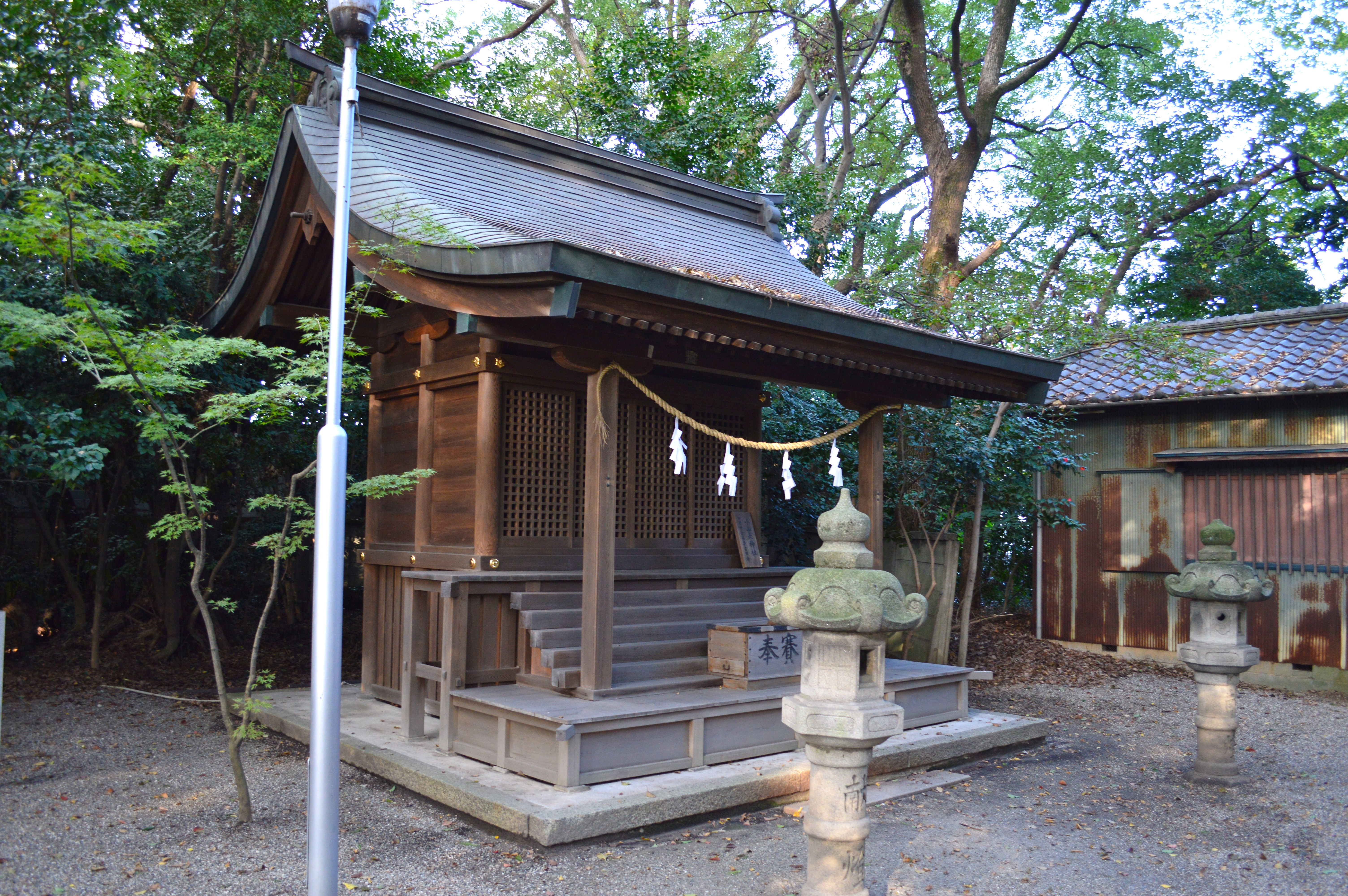
小山天神社
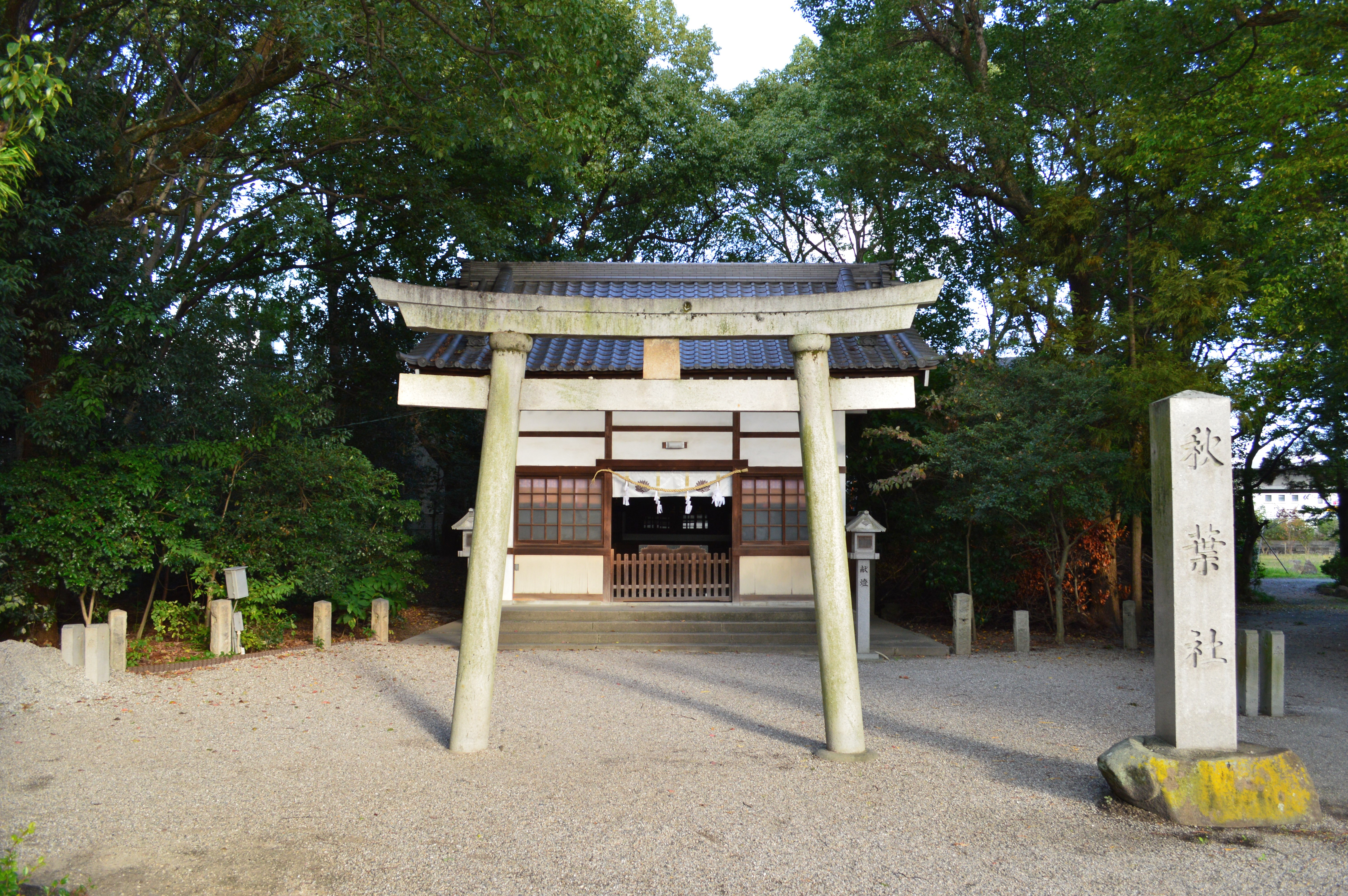
秋葉社

## 祭事

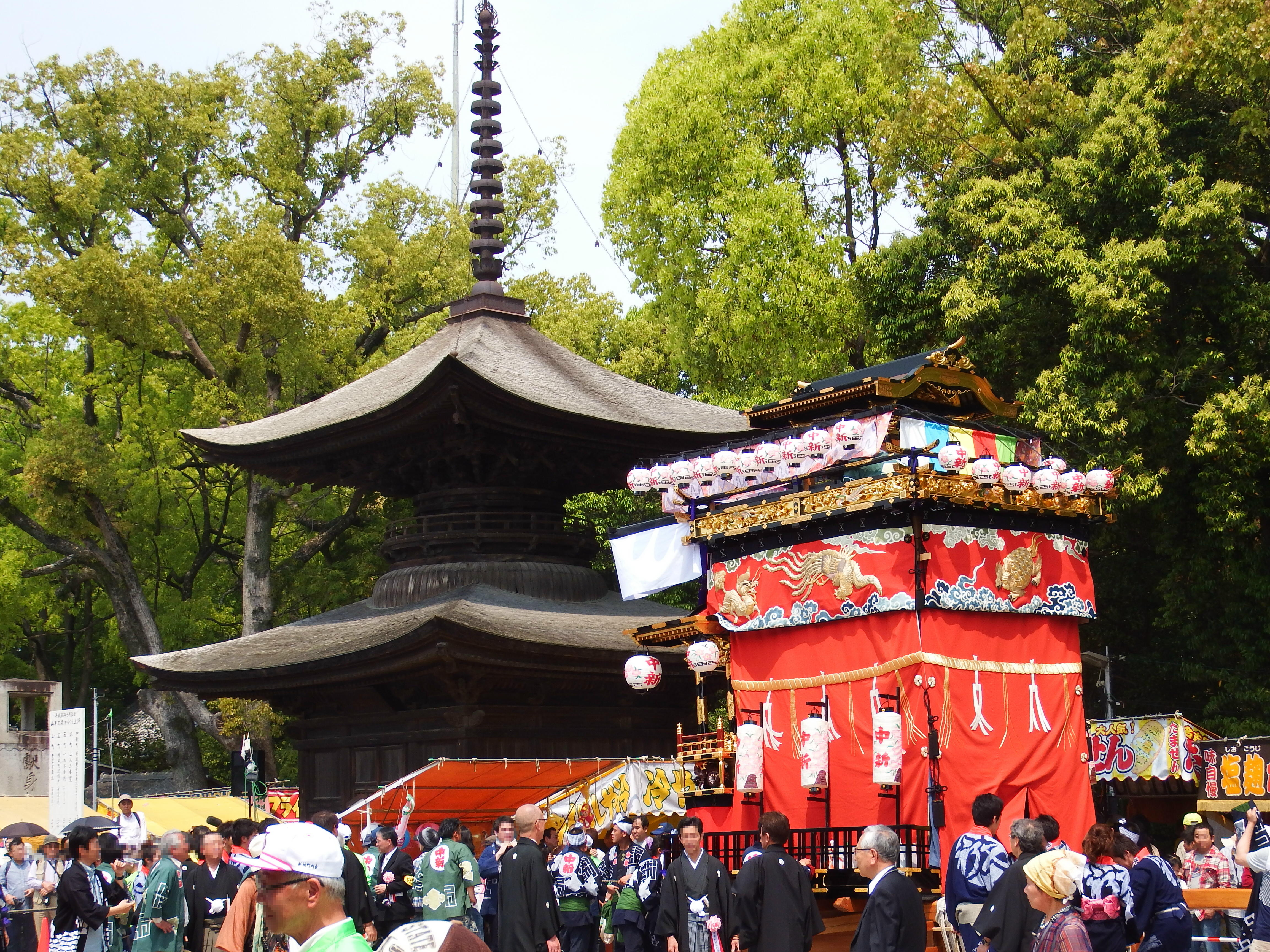
知立まつり時の山車と多宝塔

年間祭事は次の通り。
- 月次祭 （毎月3日）
- 歳旦祭・交通安全祈願祭 （1月1日）
- 元始祭 （1月3日）
- 節分祭 （2月3日）
- 建国祭 （2月11日）
- 祈年祭 （3月3日）
- 昭和祭 （4月29日）
- 講社祭・宵祭 （5月2日）
- 例祭（知立祭り）・神幸祭 （5月3日）
前日と当日、山車5台を奉納する本祭と花車5台を奉納する間祭（あいまつり）が1年おきに行われる。知立のからくり・知立山車文楽はともに国の重要無形民俗文化財に指定されている[15]。詳細は「知立まつり」を参照。
- 花しょうぶ祭 （5月25日-6月20日）
- 大祓式・茅の輪神事 （7月31日）
- 土御前社祭 （8月下旬日曜） - 奉納子供相撲。
- 秋葉社祭 （9月20日） - 奉納手筒花火。
- 明治祭 （11月3日）
- 七五三祈願祭 （11月15日）
- 新嘗祭 （12月3日）
- 天長祭 （12月23日）
- 大祓式・除夜祭 （12月31日）

## 文化財

### 重要文化財（国指定）
- 多宝塔（建造物） - 室町時代。明治40年5月27日指定[16]。

### 登録有形文化財（国登録）
- 本殿（建造物） - 平成26年4月25日登録[7]。
- 幣殿（建造物） - 平成26年4月25日登録[8]。
- 拝殿（建造物） - 平成26年4月25日登録[6]。
- 祭文殿及び廻廊（建造物） - 平成26年4月25日登録[9]。
- 摂社親母神社（建造物） - 平成26年4月25日登録[13]。
- 茶室（建造物） - 平成26年4月25日登録[12]。

### 愛知県指定文化財
- 有形文化財
  - 扁額「正一位智鯉鮒大明神」（工芸） - 鎌倉時代。昭和32年1月12日指定。
  - 能面 2面（工芸） - 室町時代。昭和39年10月14日指定。
  - 舞楽面 6面（工芸） - 鎌倉時代。昭和39年10月14日指定。

### 知立市指定文化財
- 有形文化財
  - 石橋（建造物） - 江戸時代。昭和44年4月1日指定。
  - 獅子頭（工芸） - 室町時代。昭和40年1月1日指定。
  - 木彫蛙（工芸） - 室町時代。昭和40年1月1日指定。
  - 鰐口（工芸） - 江戸時代。昭和40年1月1日指定。
  - 蓬莱鏡（工芸） - 室町時代。昭和40年1月1日指定。
  - 木矛（工芸） - 室町時代。昭和40年1月1日指定。
  - 手焙形土器（考古） - 弥生時代（神社付近から出土）。昭和40年1月1日指定。
  - 徳川家康寄進状（歴史資料） - 昭和40年1月1日指定。
  - 長勝院お万の方書状（歴史資料） - 昭和40年1月1日指定。
  - 松平清康寄進状（歴史資料） - 昭和40年1月1日指定。
- 天然記念物
  - トネリコ - 昭和57年6月10日指定。

## 神宮寺
境内にあった神宮寺は、社伝では嘉祥3年（850年）の僧円仁（慈覚大師）による建立という。寺内には玉泉坊を始め7坊があったが、天文16年（1547年）に焼亡し、元亀年間（1570年-1573年）に再建されたという。現存の多宝塔はその神宮寺の名残を伝えるものであるが、墨書によると永正6年（1509年）の再建になる。
江戸時代には寛永寺末として総持寺を称し知立神社の別当寺を成したが、明治に廃された。その後、総持寺自体は大正15年（1926年）に知立神社近くに再興され現在に至っている。多宝塔内にあった本尊の愛染明王像は、現在はこの総持寺に安置されている。

## 現地情報
所在地
- 愛知県知立市西町神田12

交通アクセス
- 鉄道：名鉄名古屋本線・三河線 知立駅 （徒歩で約10分）

周辺
- 池鯉鮒宿跡
- 総持寺 - 知立神社神宮寺の後継寺院。